# Classe Hamilton
La classe Hamilton était la plus grande classe de navires de l'United States Coast Guard jusqu'à ce qu'elle soit remplacée par les navires de la classe Legend, à part les brise-glace de la Polar-class icebreaker (en). Le symbole du système de désignation des bâtiments de l'US Navy est le préfixe WHEC. Les navires de classe Hamilton sont aussi nommés Secretary class d'après leur navire de tête Hamilton car la plupart des navires de la classe ont été désignés avec les noms d'anciens Secrétaires du Trésor des États-Unis (à l'exception de la Hero-class : Jarvis, Munro et Midgett).

## Caractéristiques
Durant la guerre froide, ils disposaient de capacités de lutte anti-sous-marine avec tubes lance-torpilles.
Trois unités ont reçu des missiles antinavires Harpoon à partir de 1990. Les torpilles et missiles sont retirés vers 1995.

## Unités
| Nom           | N° de série | Lancement        | Remarque                                                                | Photo |
| ------------- | ----------- | ---------------- | ----------------------------------------------------------------------- | ----- |
| Douglas Munro | WHEC-724    | 5 décembre 1970  | Retiré du service le 24 avril 2021                                      |       |
| Boutwell      | WHEC-719    | 17 juin 1967     | Transféré à la Marine philippine en 2016 BRP Andrés Bonifacio (PS-17)   |       |
| Chase         | WHEC-718    | 20 mai 1967      | Transféré au Nigeria en 2011 NNS Thunder (F90)                          |       |
| Hamilton      | WHEC-715    | 18 décembre 1965 | Transféré à la Marine philippine en 2011 BRP Gregorio del Pilar (PS-15) |       |
| Jarvis        | WHEC-725    | 24 avril 1971    | Transféré à la Marine bangladaise en 2013 BNS Somudra Joy (F 28)        |       |
| Rush          | WHEC-723    | 16 novembre 1968 | Transféré à la Marine bangladaise en 2015 BNS Somudra Avijan (F 29)     |       |
| Morgenthau    | WHEC-722    | 10 février 1968  | Transféré à la Garde côtière du Vietnam en 2017 CSB 2020                |       |
| Sherman       | WHEC-720    | 3 septembre 1968 | Transféré à la Garde côtière du Vietnam en 2017 SLNS Gajabahu (P626)    |       |
| Dallas        | WHEC-716    | 1 octobre 1966   | Transféré à la Marine philippine en 2012 BRP Ramon Alcaraz (PS-16)      |       |
| Gallatin      | WHEC-721    | 18 novembre 1967 | Transféré au Nigeria en 2014 NNS Okpabana                               |       |
| Mellon        | WHEC-717    | 11 février 1967  | Retiré du service le 20 août 2020                                       |       |
| John Midgett  | WHEC-726    | 4 septembre 1971 | Transféré à la Garde côtière du Vietnam en 2020                         |       |